# 楊亭駅 (慶尚北道)
楊亭駅（ヤンジョンえき）は、大韓民国慶尚北道尚州市にかつて存在した韓国鉄道公社の駅である。

## 歴史
- 1927年5月1日 - 開業。
- 2006年6月23日 - 廃止。

## 隣の駅
韓国鉄道公社
慶北線
白元駅 - 楊亭駅 - 咸昌駅